# Salisbury-Insel
Die Salisbury-Insel (russisch Остров Солсбери, Ostrow Solsberi) ist eine unbewohnte Insel des zu Russland gehörenden arktischen Franz-Josef-Lands. Sie gehört zur Oblast Archangelsk.

## Geographie
Die Salisbury-Insel liegt zentral im Archipel Franz-Josef-Land und gehört zur Zichy-Gruppe. Südwestlich liegen hinter dem Brown-Kanal (Proliw Brauna) die Luigi und die Champ-Insel. Im Nordosten liegt hinter dem Rhodes-Kanal (Proliw Rodsa) die Ziegler-Insel. Zwischen Kap McClintock im Nordwesten und Kap Woronina im Südosten hat die Insel eine Länge von 67,5 Kilometern. Die Insel ist fast vollständig vergletschert. Sie weist ein ausgedehntes Plateau auf, dessen Oberfläche aufgrund von Erosion in zahlreiche Bergrücken und kleinere Plateauberge gegliedert ist. Die höchste Erhebung erreicht 482 Meter.

## Flora und Fauna
Da die Insel kaum eisfreie Flächen aufweist, ist die Vegetation weitgehend auf Moose und Flechten beschränkt. Nur am Fuß von Vogelfelsen können auch höhere Pflanzen in geringem Maße gedeihen. Im Sommer brüten Meeresvögel wie Krabbentaucher, Dreizehenmöwen, Gryllteisten, Dickschnabellummen und Eissturmvögel an Steilhängen und Felswänden.

## Geschichte
Die Insel wurde 1874 von der Österreichisch-Ungarischen Nordpolexpedition unter Leitung von Carl Weyprecht und Julius Payer entdeckt und für einen Teil eines größeren „Zichy-Lands“ gehalten. Die Jackson-Harmsworth-Expedition erreichte im Frühjahr 1895 erstmalig den Nordwesten der Insel. Die nächsten Besucher gehörten zur italienischen Expedition mit der Stella Polare im Jahr 1899. Eine vollständige Kartierung nahm erst die Fiala-Ziegler-Expedition (1903–1905) vor.
Benannt wurde sie von Frederick Jackson wahrscheinlich nach dem britischen Premierminister Robert Gascoyne-Cecil, 3. Marquess of Salisbury. Manchmal wird auch der US-amerikanische Geologe Rollin D. Salisbury (1858–1922) als Namensgeber genannt.